# Principado de Mesquécia

Bandeira do Principado de Mesquécia

Mesquécia é o ao Sudoeste do lugar destacado nesse mapa

O Principado de Mesquécia (em latim: Meschetia; em georgiano: მესხეთის სამთავრო) ou Principado de Samtskhe (em georgiano: სამცხეს სამთავრო) era um principado feudal da Geórgia que existiu entre 1268 e 1628. Seu território consistiu no atual território da Mesquécia e na região histórica de Tao-Clarjécia.

## História
o Principado de Mesquécia foi fundado depois da expansão do Ducado de Mesquécia. Os duques de Mesquécia eram sempre distinguidos por sua autonomia do Reino da Geórgia. Depois da invasão mongol e da conquista deles à Geórgia, Sérgio I Jaqeli e David VII da Geórgia rebelaram-se contra os lordes mongóis, mas falharam, e depois de uma infinidade de eventos a região foi designada como um Chasinju, uma porção territorial que obedecia apenas ao Cã.
Mesquécia tentou se manter como uma parte culturalmente desenvolvida da Geórgia assim como tentou manter sua integridade territorial, as vezes até expandindo suas fronteiras. Mesquécia, que durante uma época era completamente independente, foi incorporado ao Reino da Geórgia por Jorge V da Geórgia, que era descendente maternal da Casa de Jaqeli. Jorge V fez com que Mesquécia fosse uma parte integral da Geórgia novamente. No fim do século XIV, Os exércitos de Tamerlão invadiram Mesquécia muitas vezes. Depois do enfraquecimento da monarquia georgiana, os governantes de Mesquécia viraram separatistas mais uma vez.

## Referência
1. 1 2 3  Rayfield, Donald (15 de fevereiro de 2013). Edge of Empires: A History of Georgia. [S.l.]: Reaktion Books. ISBN 9781780230702